# Ned Kelly (filme de 1970)
Ned Kelly é um filme de 1970. Ele foi o segundo filme australiano a contar a história do "fora-da-lei" australiano do século XIX Ned Kelly.
O filme foi dirigido por Tony Richardson e estrelado por Mick Jagger no papel principal. O ator escocês Mark McManus interpretou o papel de Joe Byrne, amigo de Kelly. Ele foi uma produção britânica, mas foi filmado completamente na Austrália, principalmente nos arredores de Braidwood, ao sul de Nova Gales do Sul, com um elenco de apoio em grande parte australiano. 
A realização do filme foi marcada por problemas. Mesmo antes de a produção começar, a Actors' Equity e alguns descendentes de Ned Kelly protestaram fortemente devido a escolha de Jagger para o papel principal, e também devido a escolha do local para rodar o filme, o interior de Nova Gales do Sul, em vez de Victoria, onde Kelly viveu.
A namorada de Jagger na época, Marianne Faithfull, foi para a Austrália para interpretar o papel feminino principal (a irmã de Ned, Maggie). É lá que eles estavam quando foi realizado o enterro de Brian Jones. Mas o relacionamento entre Jagger e Faithfull estava acabando, e ela tomou uma overdose de soníferos após a chegada em Sydney. Ela foi hospitalizada em estado de coma, mas recuperou-se e foi mandada para casa. Ela foi substituída pela então desconhecida atriz australiana Diane Craig. Durante a produção, Jagger foi ferido levemente por um tiro pela culatra de uma pistola, o elenco e a equipe foram abalados por várias doenças, muitos trajes foram destruídos pelo fogo, e o co-protagonista, Mark McManus, escapou por pouco de um ferimento grave quando a carruagem que estava conduzindo capotou durante as filmagens.
O papel da mãe de Ned Kelly foi interpretado por Clarissa Kaye, a esposa do ator britânico James Mason.
A armadura corporal vestida por Jagger durante as filmagens está em exibição na Biblioteca Municipal de Queanbeyan, Nova Gales do Sul, e as iniciais "MJ" estão marcadas no lado interno. A cabeça da armadura foi roubada.
O filme não foi inicialmente bem recebido, e ainda é considerado um dos trabalhos menos exitosos de Richardson. Nem Richardson ou Jagger compareceram à premiere do filme em Londres. A trilha sonora de Ned Kelly contém canções compostas por Shel Silverstein e interpretadas por Kris Kristofferson e Waylon Jennings, com uma faixa solo cantada por Jagger.